# Camp Municipal Narcís Sala
El Narcís Sala és un estadi municipal del barri barceloní de Sant Andreu de Palomar, situat al carrer de Santa Coloma, que acull els partits com a titular de la Unió Esportiva Sant Andreu. Fou inaugurat el 1970 i actualment té una capacitat de 6.563 espectadors. A banda de l'activitat futbolística, al llarg de la seva història ha acollit diversos esdeveniments i concerts. El seu nom homentaja l'històric president andreuenc Narcís Sala i Vila.

## Precedents
Abans de l'actual estadi, el club havia disposat d'altres estadis:
- Camp del carrer Santa Coloma (1914-1969), situat en els mateixos terrenys de l'actual Narcís Sala.
- Camp de les Medicines (1912-1925), situat a prop de l'actual Carrer Concepción Arenal.
- Can Tisó (1909-1914), situat a prop del barri de la Trinitat Vella.

## Història

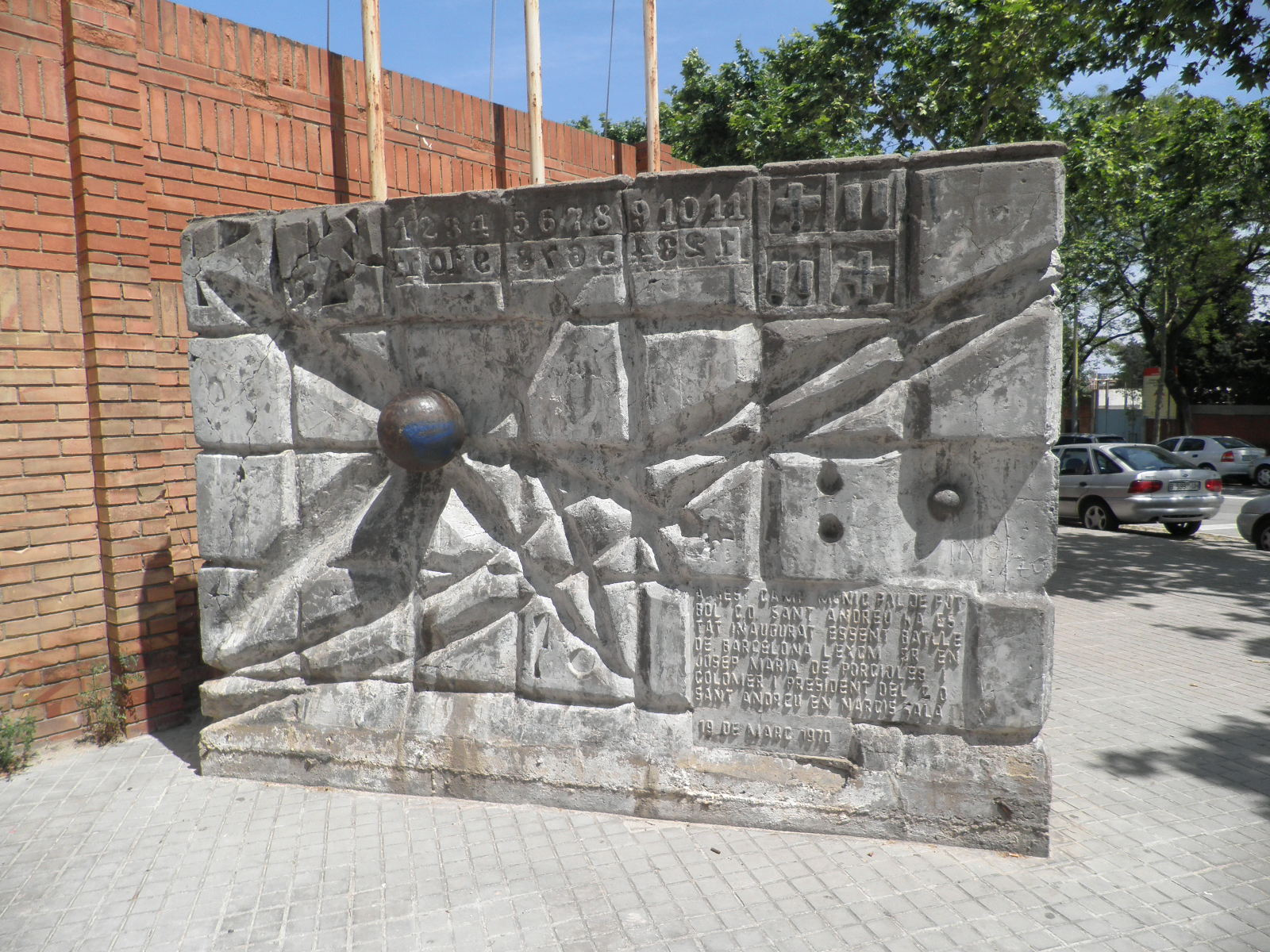
Escultura Al 50è Aniversari del Club de Futbol Sant Andreu

L'estadi va ser inaugurat el 19 de març de 1970 i el primer partit que va jugar el Sant Andreu va perdre per 0-1 contra el Futbol Club Barcelona. En motiu de la inauguració, al costat de l'entrada del carrer Pare Manyanet es va instal·lar l'escultura Al 50è Aniversari del Club de Futbol Sant Andreu, obra de Vicente Hidalgo (l'aparellador de l'empresa Huarte, que havia realitzat l'obra de l'estadi). El primer gol oficial del Sant Andreu al seu nou estadi va arribar tres dies més tard, obra de Yanko Daučík, en un partit de lliga contra el Real Oviedo. La il·luminació artificial en aquest camp es va inaugurar el 13 d'abril de 1972 i des de l'estiu de 2005 el terreny de joc és de gespa artificial.
Amb anterioritat podia acollir més de 15.000 persones a les seves grades, però quan s'instal·laren els seients a totes les grades la capacitat màxima es reduí fins als actual 6.563 espectadors.

### Escenari de concerts
Els anys 80 el Narcís Sala va acollir concerts de música multitudinaris, com els de Roxy Music (1982), Mike Oldfield (1983), The Police (1983), Dire Straits (1985), Deep Purple (1985) o Scorpions (1986). Degut als incidents ocorreguts en alguns d'aquests, amb les posteriors queixes dels veïns, ja no es van seguir organitzant.

### 50è aniversari
L'any 2020 es va celebrar el 50è aniversari del Narcís Sala, amb un programa d'actes que va incloure l'exposició 50 anys de l'Estadi Narcís Sala: història d'un ascens, a la Biblioteca Ignasi Iglésias-Can Fabra. També estava previst un partit de veterans del Sant Andreu i el FC Barcelona, però va ser suspès degut a la pandèmia per coronavirus.

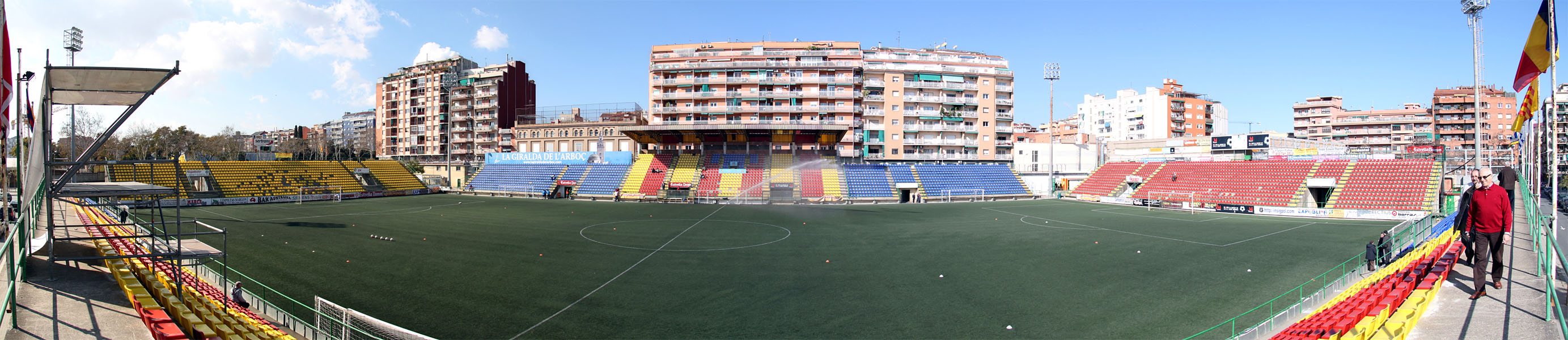
Vista panoràmica

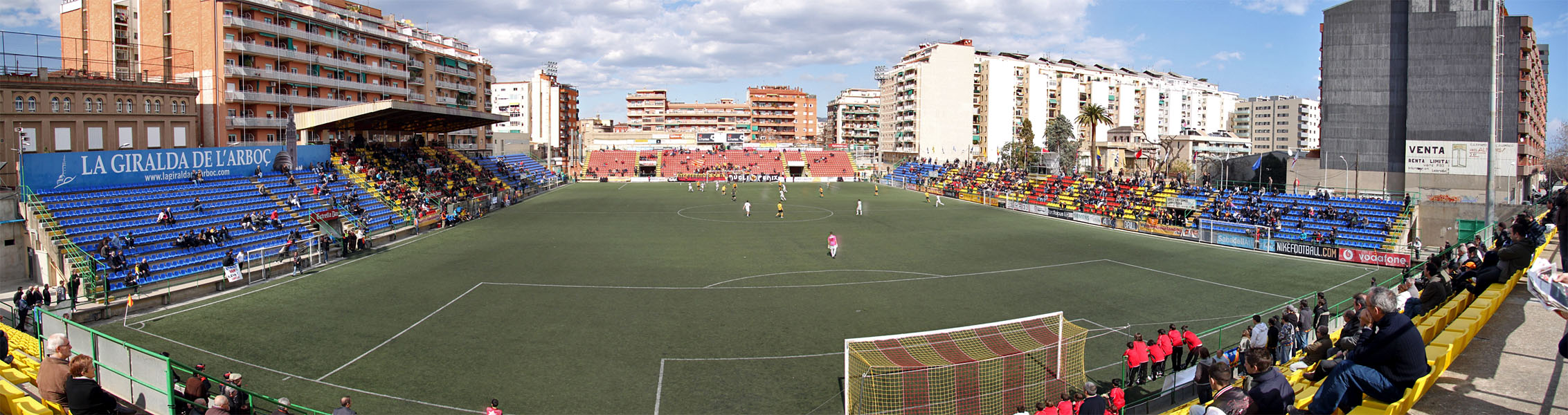
Vista panoràmica